# دوگانگی شرق-غرب
در جامعه‌شناسی، دوگانگی شرق و غرب، تفاوت درک شده بین دنیای شرقی و غربی است. مرزهای بین شرق و غرب عمدتاً فرهنگی هستند و نه جغرافیایی و به هرحال این مرزها خیلی شفاف نیستند. از لحاظ تاریخی، آسیا (به استثنای سیبری) به عنوان شرق، و اروپا به عنوان غرب شناخته می‌شود. امروزه منظور از «غرب» معمولاً استرالیا، اروپا و آمریکا است. این مفهوم برای بحث در مورد مطالعاتی مانند مدیریت، اقتصاد، روابط بین‌الملل و زبان‌شناسی به کار می‌رود.

## تقسیم‌بندی
به لحاظ مفهومی، مرزهای این دوگانگی نه جغرافیایی بلکه فرهنگی هستند؛ در نتیجه برای مثال استرالیا (با وجود اینکه از لحاظ جغرافیایی در شرق قرار دارد) در غرب گروه‌بندی می‌شود، در حالی که کشورهای اسلامی بدون در نظر گرفتن مکان، در شرق گروه‌بندی می‌شوند. با این حال، تعدادی از مناطق دارای اکثریت مسلمان، در اروپا وجود دارد که در این مرزبندی نمی‌گنجند. مشخص کردن مرزهای فرهنگی به ویژه در مناطق دارای تنوع فرهنگی مانند بوسنی و هرزگوین، که شهروندان ممکن است خود را دارای زمینه شرقی یا غربی معرفی کنند، کار دشواری است. علاوه بر این، ساکنین مناطق مختلف جهان، مرزهای مختلف را درک می‌کنند؛ برای مثال، برخی از محققان اروپایی روسیه را به عنوان شرق تعریف می‌کنند، اما اکثراً توافق دارند که این کشور، دومین مکمل غرب است. ملت‌های اسلامی این تقسیم را می‌پذیرند و دیگر ملل مسیحی را غربی می‌دانند. همچنین یکی دیگر از پرسش‌های بدون پاسخ این است که آیا سیبری (شمال آسیا) «شرقی» یا «غربی» است.

## تمایز تاریخی بین شرق و غرب
در طول قرون وسطی، تمدن‌های بسیاری که در شرق و غرب حضور داشتند، به نوعی مشابه بودند و چندان قابل تمایز نبودند. تفاوت در نظام اجتماعی یکی از مسائل مهمی است که در بسیاری از حوزه‌های زندگی، زمانی که دو جامعه تعامل داشته باشند، تأثیر گذار خواهد بود. تقسیم بین فئودالیسم و نظام اجتماعی شرقی، روش‌های رقابتی تجارت و کشاورزی و سطح ثبات دولت‌ها منجر به شکاف در حال رشد هر دو شیوه زندگی می‌شود. تفاوت تمدن غرب و تمدن شرق نه تنها به خاطر موقعیت جغرافیایی بلکه همچنین به خاطر نظام طبقاتی اجتماعی، راه‌های کسب درآمد و سبک رهبری آنهاست.
زندگی روزمره مردم عادی در غرب و تمدن‌های شرقی به شدت بر اساس جامعه و تمرکز آن، متفاوت بود. یکی از تفاوت‌های عمده بین غرب و تمدن‌های شرقی، فئودالیسم و ارباب منشی بود. این دو پدیده، قشربندی اجتماعی و سبک عمومی زندگی شخصی در شرق را شکل می‌دادند. سیستم فرماندهی این جوامع با گذاشتن یک ارباب در بالای سر افراد تعریف می‌شد که مقدار زیادی از زمین‌ها را در اختیار داشت. ارباب دارای رعیت و دهقانان بود که آنها در زمین‌هایی که به دست آورده بود به کار گرفته می‌شدند. این جامعه فئودال، مبتنی بر اصل «هرکس برای خودش» بود و کمکی به توسعه تمدنی نکرد.
سیستم اجتماعی غرب و شرق متفاوت بود. مغولستان از قبایل عشایری متحد شده توسط چنگیزخان شکل یافت. او بسیاری از زمین‌های اطراف را فتح کرد و امپراتوری بزرگی ایجاد کرد. آنها مدافعان را انتخاب می‌کردند که به آنها ملحق شوند یا بمیرند. این ذهنیت وحشیانه زمانی که اکثریت قریب به اتفاق آسیا و برخی از مناطق اروپا و خاورمیانه را فتح کردند خود را نشان داد. یکی از چیزهایی که سلسله تانگ را از چین جدا کرد تحرک اجتماعی بالای آنان بود. آنها مجموعه‌ای از آزمایش‌هایی را داشتند که می‌توانستند به وضعیت اجتماعی بهتر برسند. این آزمون‌ها برای فقرا در قیاس با اشراف دستیافتنی تر بودند. در غرب، حرکت در کلاس‌های اجتماعی سخت‌تر بود، اما در تمدن‌های شرقی امکان تحرک وجود داشت. در چین، امکان پیشرفت در وضعیت اجتماعی از طریق آزمون‌ها وجود داشت و در مغولستان فرد می‌توانست از طریق مهارت نظامی به مقامی ارشد در ارتش برسد، زیرا جامعه بر اساس توانایی نظامی شکل گرفته بود.
تمدن غرب و تمدن شرقی از لحاظ سیاسی متفاوت بودند، زیرا مردم معمولی شرق همیشه با رهبری خود همراه نبودند. در حالی که در غرب در زمان کوتاهی ممکن بود حاکمان بسیاری وجود داشته باشد ناآرامی در مردم مشاهده نمی‌شد. تمدن‌های شرقی شاهد شورش و شکاف طولانی بین حاکمان و مردم بودند. در انگلستان یک جنگ بزرگ برای تخت پادشاهی که تقریباً یک قرن ادامه داشت، وجود داشت. در طول جنگی بزرگ در قرن ۱۴ و ۱۵، انگلستان مبارزات زیادی برای تخت سلطنت داشت که منجر به خونریزی بسیار شد. فرانسه نیز در دولت خود مشکلاتی داشت. در تمام این موارد، انگلستان هنوز قادر به مبارزه با فرانسه بود و تقریباً در جنگ صد ساله پیروز شد. در تمدن‌های شرقی دولت همیشه ثبات نداشت. در چین، یکی از مرگبارترین رویدادهای تاریخ بشری، در دوران سلسله تانگ اتفاق افتاد. شورش آن لوشان بسیار خونین و نشان دهنده بی‌ثباتی در دولت چین بود.
به لحاظ اقتصادی، تمدن غرب و تمدن شرق به شدت از نظر کسب درآمد متفاوت بودند. در چین یکی از عوامل اقتصادی مهم تجارت بود. آنها با جاده ابریشم به اروپا متصل شدند که شامل یک سری مسیرهای تجاری از شرق آسیا به اروپا بود. جاده ابریشم نه تنها برای تجارت کالاها استفاده می‌شد بلکه راهی برای تفکر و مذهب بود. انگلیسی‌ها نوع خاصی از فئودالیسم به نام فئودالیسم خشمگین به کار می‌بردند. این نوع فئودالیسم که در در جنگ رزها خیلی برجسته شده بود، با فئودالیسم منظم متفاوت بود، زیرا پول را در سلسله مراتب اجتماعی وارد کرد.

## مفاهیم تاریخی
این مفهوم در کشورهای «شرقی» و «غربی» مورد استفاده قرار گرفته‌است. چین‌شناس ژاپنی تاچیبانا شیراکی در دهه ۱۹۲۰، ناز نیاز به متحد کردن آسیا — شرق آسیا، جنوب آسیا و آسیای جنوب شرقی به غیر از آسیای مرکزی و شرق میانه — و تشکیل یک «شرق نو» که می‌توانست از لحاظ فرهنگی در ایجاد توازن در برابر غرب کمک کند، سخن گفت. ژاپن همچنان بیشترین سهم را در گسترش مفهوم «پان آسیا» در طول جنگ جهانی دوم داشت. در چین، این مفهوم در یک سخنرانی ۱۹۵۷ مائو زدونگ که در طی جنگ سرد در سال ۱۹۵۷ منتشر شد، هنگامی که او گفت: "این یک جنگ بین دو جهان است. باد غرب باد نمی‌تواند بر باد شرقی غلبه کند؛ باد شرقی باید بر باد غرب غلبه کند.» معرفی شد.

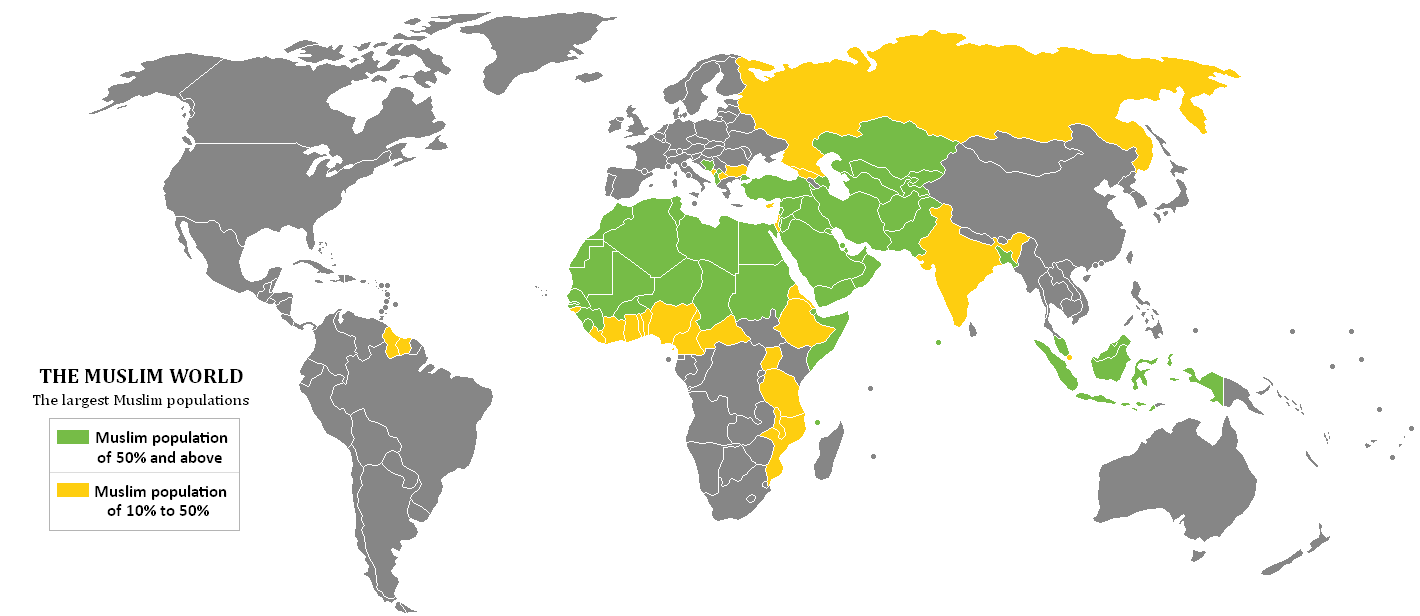
درصد مسلمان: سبز ۵۰٪ و بالاتر، زرد ۱۰–۴۹٪

جامعه‌شناس فرانک فرید نوشت: "ارزیابی فکری ناسیونالیسم اروپایی با رشد تنوع جهان سوم با توسعه یکپارچگی ناسیونالیسم شرقی غربی و غیرقابل انسانی سازگار است. . . . این دوگانگی شرق و غرب تبدیل به بخشی پذیرفته شده از نظریه سیاسی غرب شد. "
کتاب شرق‌شناسی که در سال ۱۹۷۸ توسط ادوارد سعید نوشته شد تأثیر زیادی در گسترش مفهوم تضاد شرق-غرب داشت. وی مفهوم شرق را به عنوان "مشخصه‌های حساس مذهبی، دستورات اجتماعی خانوادگی و سنت‌های بی پایانی "در مقایسه با عقلانیت غربی"، دینامیکی مادی و فنی و فردگرا بودن " گسترش داد.
اخیراً این تقسیم نیز به عنوان یک «شرق» اسلامی و «غرب» آمریکایی و اروپایی مطرح شده‌است. منتقدان خاطرنشان می‌کنند که دوگانگی اسلامی / غیر اسلامی با انتشار جهانی بنیادگرایی اسلامی و تنوع فرهنگی در ملل اسلامی، پیچیده شده‌است و این استدلال «فراتر از دوگانگی شرق و غرب و وضعیت سه جانبه» است.

## کاربرد
دوگانگی شرق و غرب در مطالعه موضوعات مختلف از جمله مدیریت، اقتصاد و زبان‌شناسی مورد استفاده قرار گرفته‌است. ایجاد و مدیریت دانش (۲۰۰۷) آن را به عنوان تفاوت در یادگیری سازمانی بین فرهنگ‌های غربی و شرقی در نظر گرفته‌است. این دوگانگی به‌طور گسترده در کشف دوره‌های رشد سریع اقتصادی که به عنوان «معجزه شرق آسیا» شناخته می‌شد در بخش‌های آسیای شرقی، به ویژه کشورهای موسوم به ببرهای آسیایی، و پس از جنگ جهانی دوم به کار گرفته شد. برخی از جامعه شناسان، با توجه به غرب به عنوان مدلی از مدرنیته که توسط آرنولد جی. توینبی مطرح شده‌اند، گسترش اقتصادی را به عنوان نشانه‌ای از " غربگرایی " منطقه درک کرده‌اند، اما برخی دیگر به دنبال توضیح در ویژگی‌های فرهنگی/نژادی شرق هستند، درک مفاهیم هویت فرهنگی شرقی را در یک پدیده به نام "شرق‌شناسی جدید" توصیف کرد. هر دو رویکرد به دوگانگی شرق و غرب برای عدم توجه به همبستگی تاریخی مناطق مورد انتقاد قرار گرفته‌است.
این مفهوم نیز به بررسی ارتباطات بین فرهنگی وارد شده‌است. آسیایی‌ها به‌طور گسترده‌ای به عنوان یک «الگوی گفتاری القایی» در نظر گرفته می‌شوند که در آن نقطه اولیه به‌طور غیرمستقیم برمی گردد، اما جوامع غربی گفته‌اند که از «سخنرانی قیاسی» استفاده می‌کنند که سخنرانان بلافاصله نقطه نظر خود را مشخص می‌کنند.